# Vera Scholz von Reitzenstein
Vera Scholz von Reitzenstein (née le 27 mars 1924 à Rosenberg, morte le 21 août 2018 à Heidelberg) est une sculptrice germano-suisse.

## Biographie

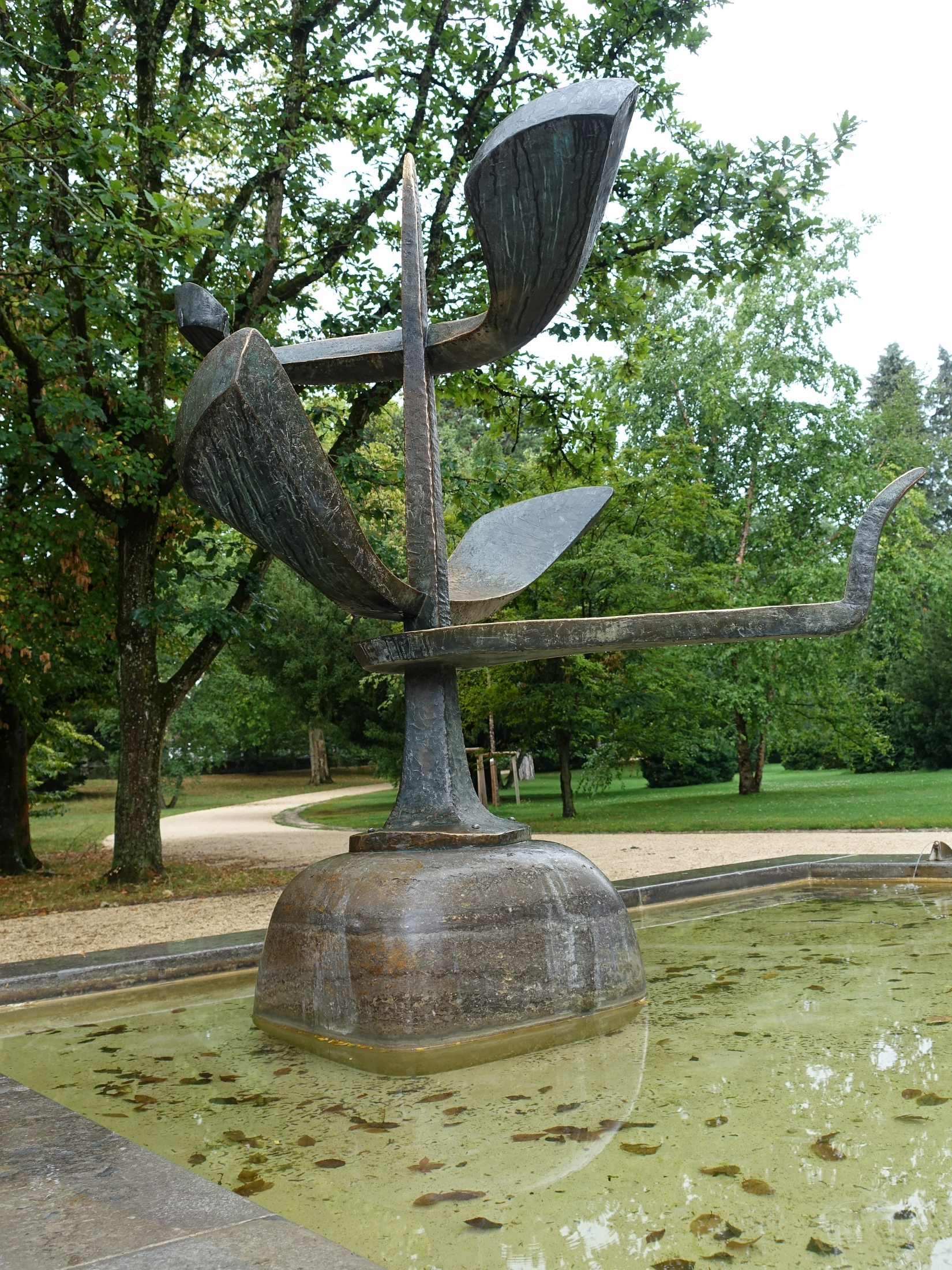
Sculpture-fontaine, 1962, Kannenfeldpark, Bâle.

Vera Scholz von Reitzenstein émigre en Suisse en 1933 et étudie à l'École de design de Bâle. À Bâle, elle participe à des expositions à la Galerie d'Art Moderne et à la Kunsthalle Basel. Suivent des commandes dans l'espace public, également par le Kunstkredit Basel-Stadt. En 1962, elle crée la sculpture-fontaine au Kannenfeldpark à Bâle.
Vera Scholz von Reitzenstein s'installe à Heidelberg en 1965 et loue un petit atelier à Handschuhsheim. En tant que membre du groupe d'artistes de Heidelberg, elle participe à de nombreuses expositions. En 2004, elle expose ses sculptures avec le graveur Heidelberg Gotthard Glitsch au musée palatin de Heidelberg. La ville acquiert plusieurs de ses œuvres.
Quand, dans sa vieillesse, ses forces ne suffisent plus pour travailler le marbre, Vera Scholz von Reitzenstein commence à dessiner des formes géométriques sur papier afin de faire réaliser des modèles d'objets muraux dans un atelier de menuiserie. Elle assemble ces différents modules d'une nouvelle manière et les peint de différentes couleurs. Ils sont l'objet d'une exposition dans la bibliothèque municipale de Heidelberg pour décerner le prix Willibald-Kramm en 2012.